# Calvisia hilaris
Calvisia hilaris är en insektsart som först beskrevs av John Obadiah Westwood 1848.  Calvisia hilaris ingår i släktet Calvisia och familjen Diapheromeridae. Inga underarter finns listade.